# هاميش لينكلاتير
هاميش لينكلاتير (بالإنجليزية: Hamish Linklater)‏ (و. 1976  م) هو ممثل تلفزي، وممثل مسرحي، وممثل أفلام أمريكي، ولد في غريت بارينغتون.

## التعليم
تعلم في كلية أمهرست.

## وصلات خارجية
- هاميش لينكلاتير على موقع IMDb (الإنجليزية)
- هاميش لينكلاتير على موقع ألو سيني (الفرنسية)
- هاميش لينكلاتير على موقع ميوزك برينز (الإنجليزية)
- هاميش لينكلاتير على موقع أول موفي (الإنجليزية)
- هاميش لينكلاتير على موقع قاعدة بيانات برودواي على الإنترنت (الإنجليزية)
- هاميش لينكلاتير على موقع قاعدة بيانات الأفلام السويدية (السويدية)
- هاميش لينكلاتير على موقع إن إن دي بي (الإنجليزية)
- هاميش لينكلاتير على موقع قاعدة بيانات الفيلم (الإنجليزية)
- هاميش لينكلاتير على موقع كينوبويسك (الروسية)